# Nicholas Barry Davies
Nicholas Barry Davies (né en 1952) est un naturaliste et zoologiste de terrain britannique, et professeur émérite d'écologie comportementale à l'Université de Cambridge  où il est également membre émérite du Pembroke College.

## Recherches
Ses livres avec John Krebs aident à définir le domaine de l'Écologie comportementale, l'étude de la façon dont le comportement évolue en réponse aux pressions de sélection de l'écologie et de l'environnement social .
Son étude d'un petit oiseau brun, le nid d'oiseau, lie des observations détaillées du comportement des individus à leur succès reproducteur, en utilisant des profils ADN pour mesurer la paternité et la maternité, et révèle comment les conflits sexuels donnent lieu à des systèmes d'accouplement variables, notamment : la monogamie, la polygynie, la polyandrie et polygynandrie.
Ses études sur les coucous et leurs hôtes révèlent une course aux armements évolutive des adaptations des parasites du couvain et des contre-adaptations des hôtes.
Il étudie aussi l'économie du territoire chez la bergeronnette printanière ; le comportement de contestation et recherche de partenaires chez les papillons et les crapauds ; le conflit parent-descendant et la transition vers l'indépendance chez les jeunes oiseaux.
Il reçoit la médaille scientifique de la Société zoologique de Londres en 1987 et devient membre de la Royal Society en 1994. Il reçoit en 1995 le prix de l'enseignement de l'Université de Cambridge et le prix William Bate Hardy de la Cambridge Philosophical Society, 1995 .
Il est président de la Société internationale d'écologie comportementale (2000-2002) et reçoit la Médaille Frink de la Zoological Society of London en 2001 et la Médaille Elliott Coues de l'Union américaine des ornithologues en 2005 
ainsi que la médaille croonienne et conférence de la Royal Society en 2015  et la médaille Godman Salvin de l'Union des ornithologues britanniques en 2022 .

## Publications principales
- Behavioural Ecology - An Evolutionary Approach, Blackwell Science, 1997
- J.R Krebs et N.B. Davies, An Introduction to Behavioural Ecology, Blackwell Science, 1981
- N.B. Davies, Dunnock Behaviour and Social Evolution, Oxford University Press, 1992
- N.B. Davies, Cuckoos, Cowbirds and Other Cheats, T. & A.D. Poyser, 2000, p. 310
- N.B. Davies, J.R. Krebs et S.A. West, An Introduction to Behavioural Ecology, Wiley-Blackwell, 2012
- Nick Davies, Cuckoo - Cheating by Nature, Bloomsbury, 2015[7]